# Honeywell HTF7000
Das Honeywell HTF7000 ist ein Turbofan-Triebwerk für mittlere Geschäftsreiseflugzeuge der US-amerikanischen Firma Honeywell Aerospace.

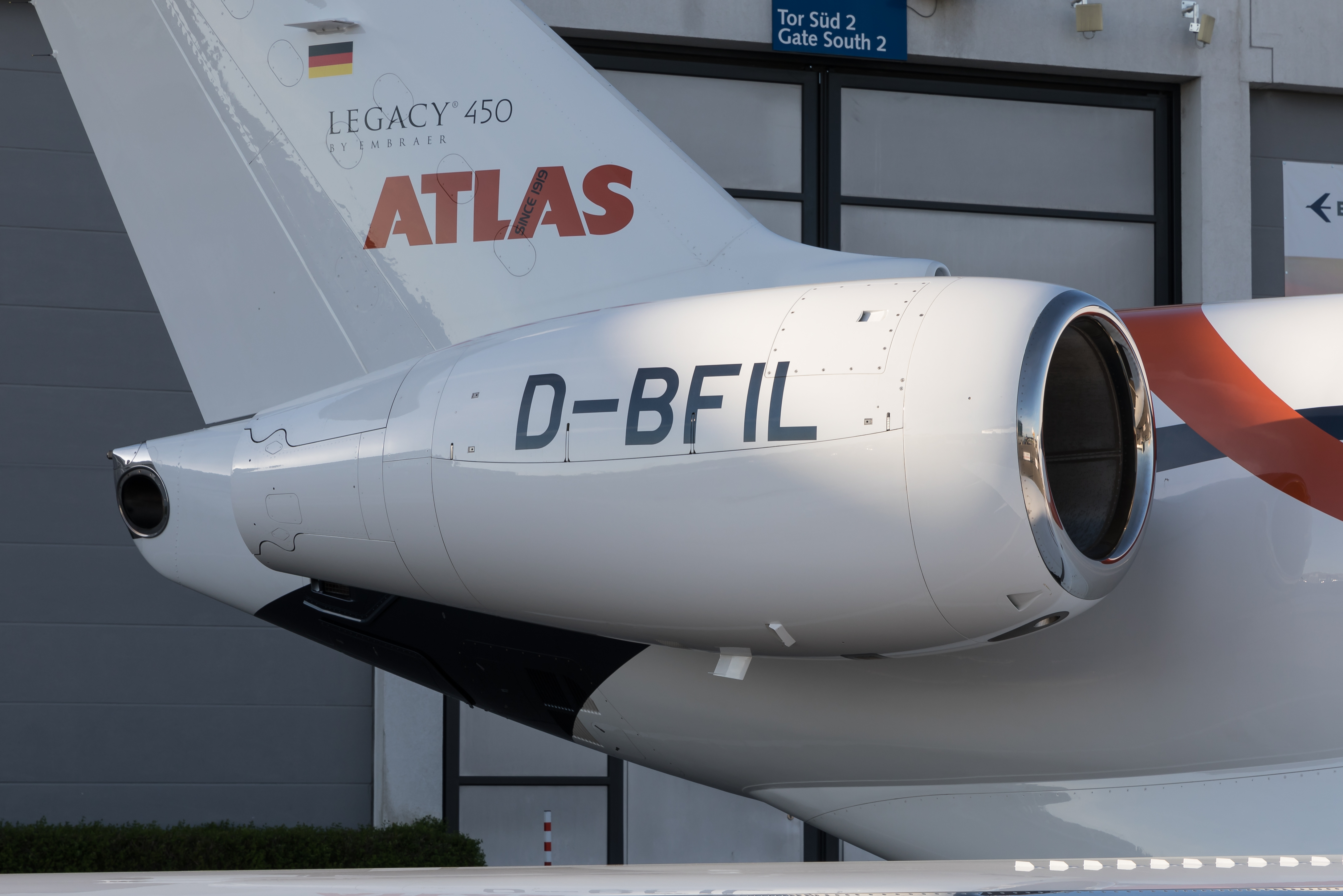
HTF7500E

## Entwicklung
Bei dem Triebwerk handelt es sich um ein Zweiwellentriebwerk, welches zuerst unter dem Namen AS907 mit einem Leistungsbereich des Kerntriebwerkes von 17,8 bis 40,0 kN entwickelt wurde. Es erhielt seine Zulassung durch die FAA im Juni 2002 und wurde im Jahr 2003 in HTF7000 umbenannt. Sein erster Einsatz erfolgte im Januar 2005 an der Bombardier Challenger 300.
Das Triebwerk ist mit einem FADEC, Blisks und einem Umkehrschubsystem ausgerüstet. Es verfügt über vier axiale Verdichterstufen inklusive zweier Statoren mit veränderlicher Geometrie, einem einzelnen Radialverdichter, einer gekühlten Brennkammer, einer zweistufigen Hochdruck- sowie einer dreistufigen Niederdruckturbine, welche einen Fan antreibt.

## Versionen
HTF7000
Originalversion des Triebwerkes für die Bombardier Challenger 300. Anfang 2011 hat das Triebwerk eine Million Flugstunden bei einer Zuverlässigkeit von 99,96 % erreicht.
HTF7250G
Version für die Gulfstream G280. Das Triebwerk erhielt Anfang 2011 seine FAA Zulassung.
HTF7350
Leistungsgesteigerte Version für die Bombardier Challenger 350
HTF7500E
Version mit 31 kN Schub für die  Embraer Legacy 450 und Embraer Legacy 500 Geschäftsreiseflugzeuge. Das Triebwerk befindet sich seit Anfang 2011 an einer Boeing 757 im Flugtest und soll 2012 zugelassen werden.

## Technische Daten
- Schub: 28,89–33,33 kN
- Nebenstromverhältnis: 4,4:1
- Gesamtdruckverhältnis: 28,2:1
- Bläserdurchmesser: 0,87 m
- Länge: 2,347 m
- Trockenmasse: 618,7 kg